# Polsdiagnostiek
De polsdiagnostiek is een alternatieve methode van diagnostiek en tevens hoofddiagnose binnen de Tibetaanse geneeskunde. Binnen de reguliere geneeskunde wordt geen waarde gehecht aan deze vorm van diagnostiek; er is geen reden aan te nemen dat zo veel ziektebeelden te herkennen zijn aan veranderingen in de polsslag. Er zijn dan ook geen goede wetenschappelijke artikelen die de polsdiagnostiek ondersteunen.
Van de patiënt wordt de pols (aan de arteria radialis) gevoeld, dit wordt gedaan met de wijsvinger, middelvinger en de ringvinger. Tijdens deze polsdiagnostiek dient de arts twaalf verschillende polsslagen te kunnen onderscheiden. Elke pols geeft een andere diagnose; wanneer de arts met zijn rechterhand de linkerhand van de mannelijke patiënt (bij vrouwen wordt het precies andersom gedaan) voelt, geldt:
- de wijsvinger drukt op de huid en indiceert de dunne darm, de huid, het hart,het element vuur en het lichaam boven het hart
- de middelvinger drukt op het vlees en indiceert spieren, bloed, de maag en de milt, tumoren en abcessen, het element aarde en het midden van het lichaam
- de ringvinger drukt op het bot en indiceert botten, testikels, de linkernier, het element water en het onderste deel van het lichaam.

wanneer de arts met zijn linkerhand de rechterhand van de patiënt voelt, geldt:
- de wijsvinger drukt op de huid en indiceert de longen, dikke darm, de wind verstoringen en het element metaal
- de middelvinger drukt op het vlees en indiceert de lever, gal, galverstoringen en het element hout
- de ringvinger drukt op het bot en indiceert de rechternier, slijmverstoringen, blaas en het element water